# 커뮤터
《커뮤터》(영어: The Commuter)는 2018년작 영국·미국 합작 액션 스릴러 영화이다. 자우메 코예트세라 감독의 작품이며, 리엄 니슨, 베라 파미가, 패트릭 윌슨, 조너선 뱅크스, 샘 닐이 출연한다. 《언노운》, 《런 올 나이트》, 《논스톱》에 이은 코예트세라 감독과 리엄 니슨의 네 번째 협업 작품으로 통근열차를 배경으로 한 미스터리 추적극이다. 2018년 1월 개봉되었다.

## 줄거리
중산층 가장인 주인공 마이클은 전직 경찰이자 현재는 보험설계사이다. 매일같이 통근열차로 출퇴근을 하면서, 아내와 외동아들과 부양하고 있다. 어느 날 그는 회사로부터 갑작스러운 해고를 당한다. 차마 아내에게 이야기하지 못하고 경찰 시절 친구였던 머피 경위에게만 푸념한 뒤, 무거운 마음으로 집으로 가는 열차에 오른다.
열차 안에서 그는 조애나라는 여성과 이야기를 하게 된다. 인간 유형을 연구한다고 밝힌 조애나는 놀라운 제안을 해온다. 열차 안에 타고 있는 '프린'이라는 사람이 종점에서 내리기 전에 찾아내면 마이클에게 10만 달러를 주겠다는 것이다. 선금으로 2만 5천을 열차 화장실에 놓아두었다면서 조애나는 떠나고, 마침 해고당해 금전고를 겪던 마이클은 화장실에서 정말로 돈을 찾아낸다. 마이클은 열차가 역에 도착하자 도망치려고 하지만 어떤 소녀가 나타나 도망치면 안 된다면서, 아내의 결혼반지를 던져주고 가버린다. 가족이 위협을 당하고 있음을 안 마이클은 충격을 받고 매일 같은 열차를 타는 지인에게 경찰에 신고해달라고 부탁하는데, 그 지인은 신고하러 가다가 누군가에게 떠밀려 차에 치어 죽어버린다. 뒤이어 걸려온 조애나의 연락을 받고 마이클은 어쩔 수 없이 '프린'을 찾기로 한다. 마이클은 열차 관리요원에게 부탁해 수상한 여자를 봤다며 가방을 뒤지게 하는데, 소동이 벌어지자 어떤 남자가 달아난다. 이를 보고 마이클은 그를 뒤쫓아서 프린이냐고 추궁하지만, 그만 때려눕혀지고 만다. 이후 머피에게 전화가 와서 '프린'은 일전에 있던 공무원 자살 사건의 유력한 증인으로서 쫓기고 있고 마이클이 그를 찾는 역할임을 알려준다.
빈 객실칸으로 이동해서 바닥을 열어보니, 아까 싸웠던 남자의 시체가 있었다. 신원을 확인하니 그는 FBI 요원이었고 '프린'이 아니었다. 그때 마이클의 언동을 수상하게 여긴 다른 승객의 신고로 열차에 경찰이 들이닥치고, 마이클은 시체가 있는 바닥에 몸을 숨긴다. 여기서 몰래 빠져나와 열차에 다시 올라타는 과정에서 2만 5천 달러를 그만 열차 바깥에 흘리고 만다. 마이클은 열차에 다시 올라타서, 다른 객실칸의 에어컨을 고장내어 승객들을 열차의 꼬리칸으로 몰아넣고 프린을 찾기로 한다. 다른 승객과 포커 게임을 하는 척하며 큰 소리로 '프린'에 대해 떠들자 어떤 기타백을 멘 청년이 도망치는데, 그가 바로 FBI 요원을 죽인 자이며 마이클과 마찬가지로 돈을 받고 '프린'을 죽이려 하는 자였다. 마이클과의 격투 끝에 그는 열차 바깥으로 내던져져 죽음을 맞이한다. 이후 마이클은 승객들에게 돌아와서 '프린'을 색출해내는 데 성공한다. 프린의 정체는 소피아라는 젊은 여자였는데, 그녀는 살해당한 공무원의 사촌으로 경찰이 그를 살해하는 것을 목격한 증인으로서 FBI 요원과 종점에서 만나기로 했던 것이다.
조애나는 마이클에게 연락해서 가족을 살리고 싶으면 소피아를 죽이라고 하지만, 마이클은 고심 끝에 그것을 거절한다. 그러자 조애나는 열차의 브레이크를 고장내어 열차가 폭주하도록 만들어 승객 모두를 죽이려고 한다. 관리요원의 희생으로 간신히 열차를 탈선시켜 멈추는 데 성공한 마이클은 경찰들이 도착하자, 승객들의 협조를 구해 열차의 창문을 가려 바깥에서 승객을 파악할 수 없게 만든 뒤 인질극 형태로 농성을 벌인다. 이는 경찰 중에 범인이 끼어 있을 거라는 생각 때문이었다.
경찰서장의 명령으로 마이클의 친구 머피 경위가 마이클을 찾아와 인질들을 내보내라면서 설득한다. 그리고 마이클과의 대화 중 그가 바로 공무원을 살해한 경찰이라는 것이 밝혀진다. 마이클은 머피와 싸우고, 그에게 제압을 당하기는 하지만 머피의 식별 태그를 빼앗는다. 그러자 멀리서 열감지 카메라로 경찰 측 저격수가 머피를 테러범으로 인식하고 쏘아 버린다. 이후 사태가 진정되고 소피아는 FBI 요원과 만나고, 마이클은 승객들로부터 영웅으로 받들어진다. 경찰서장은 일찍붜 머피를 의심하고 있었다면서, 마이클에게 경찰에 돌아올 것을 제안한다.
시간이 지나 조애나는 통근열차에서 마이클을 만난다. 마이클은 경찰 배지를 내밀며 조애나를 체포한다.

## 출연진
- 리암 니슨 - 마이클 매콜리 역
- 베라 파미가 - 조애나 역
- 패트릭 윌슨 - 경위 알렉스 머피 역
- 샘 닐 - 뉴욕 경찰서장 데이비드 호손 역
- 조너선 뱅크스 - 월트 역
- 엘리자베스 맥거번 - 캐런 매콜리 역
- 딘찰스 채프먼 - 대니 매콜리 역
- 샤자드 라티프 - 빈스 역
- 클라라 라고 - 에바 역
- 앤디 나이맨 - 토니 역
- 롤란 묄레르 - 잭슨 역
- 플로렌스 퓨 - 그웬 역
- 엘라레이 스미스 - 소피아 역
- 콜린 맥팔레인 - 샘 역
- 애덤 너가이티스 - 지미 역
- 킬리언 스콧 - FBI 요원 딜런 역
- 킹즐리 벤어디어 - 요원 가르시아 역
- 댐슨 이드리스 - 요원 데니스 역
- 러티샤 라이트 - 줄스 역
- 코브나 홀드브룩스미스 - 올리버 역

## 평가
씨네21의 박지훈 평론가는 '추리게임과 90년대식 액션 블록버스터의 결합, 마치 《스피드》와 《오리엔트 특급 살인》을 보는 것 같다'면서, 설정은 진부하고 엉성하지만 감독의 스릴러 연출이 뛰어나다고 평가하였다.